# Luca Montrone
Luca Montrone (Conversano, 26 luglio 1939) è un imprenditore e editore italiano.

## Biografia
Luca Montrone è ingegnere elettrotecnico, insegnante prima e poi preside dell'istituto industriale "Leonardo Da Vinci" di Monopoli. È presidente di Radio Telenorba S.P.A., della concessionaria di pubblicità Fono Vi.pi. Italia S.p.a. e dell'Alpi, Associazione emittenti locali per la libertà e il pluralismo dell'informazione. 
Aveva sposato la professoressa Anna Maria Fantasia, figlia primogenita di Matteo Fantasia, poi deceduta in data 11 gennaio 2012. La coppia ha avuto due figli:  Marco, poi diventato avvocato e Simonetta, entrambi entrati - in seguito - come dirigenti del "Gruppo Norba", con il primo presidente di Radionorba.
La sua è una delle poche televisioni italiane a non avere mai cambiato editore; più volte ha attaccato la situazione di duopolio tv, ha difeso le piccole emittenti ed ha fatto approvare la legge che garantisce, alle tv locali, contributi statali pari al 30% del loro fatturato. Ha assegnato alle sue emittenti il nome Norba, in aggiunta ai prefissi “Tele” o “Radio”, in quanto ha ripreso il nome latino dei primi insediamenti risalenti all'età del ferro in quella che sarebbe diventata poi Conversano, paese in provincia di Bari, ove ha sede il gruppo multimediale fondato nel 1976. Ha una capitalizzazione di mercato di 2.340.000,00 Euro. Secondo Milano Finanza, è fra le 40 più grandi aziende del settore, media, tv e pubblicità.
Il gruppo ha sede, uffici amministrativi e tecnici in un centro polivalente, con studi televisivi, teatri di posa per riprese Tv, uffici, depositi e parcheggi. Telenorba è l'unica Tv locale impegnata in co-produzioni con la Rai; è la struttura portante di una rete di aziende, mezzi tecnologici e risorse umane che costituiscono il gruppo leader per l'emittenza televisiva e radiofonica nel sud Italia; ha una multiforme attività nel settore dei media, proprietà e gestione di stazioni radiofoniche e televisive, produzione e diffusione di programmi tv e radio, produzioni cinematografiche e multimediali, spettacoli musicali, concessionaria di pubblicità e portali internet. Il gruppo controllava anche Business, che ha cessato le pubblicazioni dopo 30 anni e 2500 uscite. 
Si avvale del lavoro di 150 dipendenti e di numerosi collaboratori e gestisce le emittenti televisive: Telenorba 7, Telenorba 8 e Telenorba Sport Dtt; è affiliata Telepuglia 9, rilevata dal gruppo Monterisi. Telenorba 8 fa parte del circuito K2, dedicato a bambini e ragazzi. Si rivolge al territorio di Puglia, Basilicata e Molise, e parte di Calabria e Campania, e arriva fino in Albania. Il gruppo possiede e gestisce Radionorba e, tra le radio in concessione per la pubblicità, Radionorba music, Radio Margherita e Radio Master. Radionorba è la radio leader nel Sud Italia, con centinaia di migliaia di ascoltatori . Trasmette da Conversano e, per una parte della programmazione, dagli studi di Napoli. È autorizzato dal Ministero delle comunicazioni a trasmettere in tecnica digitale terrestre, con immagini ad alta risoluzione e con il decoder consente di interagire con l'emittente usando il telecomando: il canale Imagross Sport propone programmi sportivi. 
Il Teletext propone un servizio informativo senza condizionamenti di tempo: Telenorba Video offre 1600 pagine, alcune statiche ed altre sottopagine. I programmi di informazione costituiscono un punto di eccellenza: utilizza la connessione satellitare per trasmettere eventi; l'alta frequenza, con una rete di ponti radio estesa per 35.000 chilometri, consente lo split, cioè la suddivisione contemporanea del segnale in più reti locali, collegata all'antenna principale sul monte Trazzonara, presso Martina Franca. All'attività di Radionorba si affianca l'organizzazione dei concerti Battiti Live, che si tengono con dj e cantanti. Con la trasmissione via internet, l'informazione si diffonde in Italia e nel mondo attraverso le edizioni del Tg Norbae del Tg News e di rubriche di politica, costume, sport, cultura, divulgazione scientifica, agricoltura e cronaca. 
Lavorano una cinquantina di giornalisti nella sede di Conversano e nelle redazioni a Bari, Brindisi, Lecce, Foggia, Taranto, Potenza, Campobasso e Roma. Anche la radio ha brevi e frequenti flash del Radiogiornale. Durante il campionato di calcio segue le principali squadre pugliesi: Bari, U.S. Lecce, Gallipoli e U.S. Foggia. 
Il panorama informativo si completa con la Edinorba s.r.l., già editore di Business (giornale), periodico di annunci economici gratuiti, che usciva ogni martedì e venerdì, nelle edicole di Puglia, Basilicata e Molise, con il marchio "Anspaeg certifica" ed associato all'Unione Stampa Periodica Italiana. Inseriva in ciascuna edizione seimila annunci gratuiti e pagine dedicate a offerte di lavoro, aste giudiziarie, concorsi pubblici e programmi radio-tv. Il contenuto resta su internet e su "Business Tv" (emittente digitale terrestre). Il giornale distribuiva magazine. La raccolta di pubblicità per tutti i media è curata dalla Fono Vi.pi. Italia, con rete vendita nelle regioni meridionali. La pubblicità nazionale è affidata alla PRS di Milano. La struttura cura i new media Tn Video, digitale terrestre e internet.

## Attività imprenditoriale
Luca Montrone fonda Telenorba e affida la prima concessione della pubblicità alla Fono Video Pubblicità Italia, dell'Opus Proclama di Milano, che ha già uffici a Bari. Il marchio dell'emittente è disegnato da Gigi Abbattista. Il 23 aprile 1976 inizia le trasmissioni con un film di Maciste, mandato in onda dalla prima sede di Conversano, in via Cardinale Gennari, di fronte al castello. A novembre nasce una prima volta Radionorba, ma sospende le trasmissioni, e si concentra sul piccolo schermo. Costituisce il 2 febbraio 1977 una società per azioni con alcuni imprenditori, tra cui Tuccino Innamorato, Matteo Chiarappa ed i cugini Divella: il capitale iniziale è di lire 40 000 000. 
Installa il primo ripetitore del segnale su Bari sul “Canale 41” (nome provvisorio dell'emittente), in occasione dell'indagine Istel, del 1979, che conta 214 mila telespettatori, al primo posto in Puglia. Affida la pubblicità nazionale alla Pubblivideo di Milano (poi: Stp Rv). Installa un'antenna sul monte Trazzonara: trasmette due diverse diffusioni per il nord e per il sud del territorio. Nasce Teledue, che ripete un diverso segnale (e che cambierà nome in Telenorba 8). Al Convitto dei Paolotti installa la redazione centrale di Conversano. 
Luca Montrone nel 1982 va in pensione come preside e si dedica interamente a Telenorba, che aderisce alla syndication “Euro TV”. Si costituisce la cooperativa Comunicazione ed immagine, per i servizi giornalistici. Nel 1983 installa il primo ripetitore a Potenza e diffonde il segnale in Basilicata. Dà avvio definitivo a Radionorba il 29 ottobre 1984, nella sede di via Divisione Acqui, a Conversano. Il 4 dicembre costituisce la Fonovipi Puglia S.p.A, per la vendita di spot, televendite, telepromozioni e spazi elettorali, con sede a Bari e filiali a Foggia e Lecce.
Nel 1985 i giornalisti partecipano a stage a New York e ad Atlanta negli studi della CNN ed e, al ritorno, nasce l'edizione del telegiornale del mattino e la doppia conduzione dei notiziari: due novità per l'informazione televisiva in Italia. Nel 1986 la Festa del decennale con la coniazione di una medaglia di argento. Nel 1987 assume la presidenza di Business Italia S.p.A. e apre redazioni a Lecce e a Taranto. Il settore stampa della Fono vi.pi. sorge nella nuova sede di Bari all'Executive center. La syndication “Euro TV” si divide: con un gruppo di emittenti si lega, per la fornitura di programmi e la vendita degli spot, alla Fininvest e costituisce il circuito “Italia 7” (di cui è presidente). 
Apre alla Fiera del Levante la nuova redazione di Bari. Nel 1989 a Business avvia la seconda edizione settimanale. Acquista la maggioranza della Fono Vi.pi. Puglia, che espande l'attività a Taranto e Barletta. Nel 1990 tenta l'avventura del magazine settimanale Tribuna del Sud, che ha successo in Puglia, ma ha costi elevati e cessa le pubblicazioni dopo due anni. La Fono Vi.pi. modifica la ragione sociale in Fono Vi.pi. Italia, aumenta il capitale e apre la filiale a Milano.
Nel 1991 La società Edinorba assorbe la testata Business; nasce “Vedo radio”, prima trasmissione televisiva che coinvolge i dj; e il Telenorba Video, nuovo servizio teletext. Nel 1992 trasferisce la sede Fono Vi.pi. da Bari a Conversano. È approvata la legge che garantisce alle tv locali contributi statali. Nel 1993 costruisce l'antenna alta 40 metri sul palazzo della sede a Conversano. Nel 1998 a Bari la festa di Radionorba. Nel 1999 nasce “Comò”, rubrica di moda, costume e società; si affianca ai programmi Agri 7 (informazioni tecniche per l'agricoltura), Il tempo della fede (Vangelo), L'Aia (Suoni e danze del Mediterraneo); tra le prime produzioni: Melensa. 
Nel 1998 arriva su le reti di Telenorba la nota e premiata sitcom con il duo Manuel (Emanuele De Nicolò) & Kikka (Donata Frisini) ovvero la Very Strong Family, arrivata nel 2009 alla 18ª serie, successivamente nel 2000 nasce un'altra sitcom Catene con un altro duo Dante Marmone e Tiziana Schiavarelli arrivata nel 2009 alla 6ª serie.
E già pensa per la radio ad una sede a Napoli e ne sponsorizza la maratona con un aereo che trascina lo striscione di Radionorba lungo la manifestazione seguita in diretta. Inizia l'interattività, con la piattaforma pluricanale multicompact, inviando messaggi tramite sms, e-mail, fax e in voce, la comunicazione crea contatti; il nuovo spazio interattivo parte nel 2001): per i visitatori del sito internet esce il magazine Spinz, e Radionorba è la prima radio ad avere un magazine on line. Il camper di Battiti è nella Fiera Expolevante a Bari. 
La sede di Napoli di Radionorba inaugura nel 2003 con trasmissioni dai nuovi studi del centro direzionale. In piazza del Plebiscito a Napoli migliaia di persone attendono il 2005 con Simone Maggio. Prende il via il "Master in produzione radiotelevisiva", per formare professionisti di fiction e programmi, con docenti dell'Università degli studi di Bari e "addetti ai lavori" di Telenorba. Arrivano cambiamenti grafici: Telenorba diventa Telenorba 7 e Teledue si rinnova in "Telenorba 8" ed il restyling comporta un trasloco della redazione. Ha i permessi per trasmettere in digitale terrestre, e, stando al primo Annuario della Televisione Getas Italia; è l'emittente locale più vista della penisola: il primo tg del mattino supera quelli di Rai e Mediaset. La commissione Cultura della Camera dei Deputati, nella seduta del 27 settembre 2006, presieduta da Pietro Folena compie un'audizione delle emittenti: pongono le domande i deputati e rispondono Carlo Ignazio Fantola di Videolina e Luca Montrone. 
Un servizio su Matrix presenta il gruppo ai telespettatori di Canale 5. L'anno si chiude con Simona Ventura per la cerimonia dei 30 anni al Teatro Team di Bari. Nel 2007 nasce la trasmissione di approfondimento Il Graffio e, nel 2008 il programma “Versus”. Invita le imprese del sud ad allontanarsi dalla Confindustria, perché il sistema premia i grossi gruppi del nord: la campagna sarebbe a favore dell'associazione, per porre l'attenzione sui problemi del sud; chiede di essere maggiormente rappresentato, ma offre l'ingresso di aziende medie e piccole che non sono ancora iscritte. Parte la rubrica Diario Romano. 
Il restyling della grafica e dei contenuti dei telegiornali e le redazioni si trasferiscono al quartier generale. Nel 2009 nasce il “TgNorba GrandeSalento”, con tre edizioni: nel resto della rete viene trasmessa la normale programmazione, mentre a Lecce, Brindisi e Taranto il segnale viene splittato a favore della messa in onda del TgNorba. Organizza Terra Del Sole Award, un gran galà che premia le personalità di origine pugliese distinte in ambito nazionale. Battiti Live riparte insieme alla trasmissione Sete di radio Tour con uno spettacolo trasmesso da bordo di un tir dal vivo, insieme alla Dreher.

## Premi e riconoscimenti
Luca Montrone ha ottenuto alcuni riconoscimenti nazionali ed internazionali. Tra i più prestigiosi: il Telegatto, nel 1981. Ottiene per tre volte consecutive l'Oscar Tv, significativo premio conferito da Millecanali per la posizione di leadership sempre mantenuta in tanti anni di attività fra le Tv locali italiane, con un grande impegno produttivo e la scelta della qualità come cifra costante dell'emittente. Nel 1986 gli è stato conferito dall'Amministrazione Comunale di Pomarico (MT), il Premio LucaniaOro per l'Imprenditoria. Nel 1995 arriva il premio AD Spot Award. Poi il premio giornalistico Saint Vincent nel 1999 e nel 2000; il riconoscimento AD Spot Award e il premio Cronista dell'anno. Nel 2001 arriva il Premio Natale Ucsi a Verona. Nel 2004 i Premi Saint Vincent ed Oscar TV; vince, infine, i Premi Grolla d'Oro e Media Award, come migliore radio locale d'Italia del 2008. Nel novembre del 2011, "Hot Bird Tv Awards", il concorso organizzato da Eutelsat, riservato alle migliori tv satellitari europee e mediorientali ha assegnato, al TgNorba24 il premio come "Miglior nuovo canale satellitare dell'anno" e una "menzione speciale" nel settore News.

## Prese di posizione
Oltre ad aver più volte criticato il sistema televisivo italiano, a suo dire dominato da RAI e Mediaset, nel 2008 si è fatto promotore di una campagna di sensibilizzazione verso gli imprenditori meridionali perché uniscano le loro risorse in difesa dell'economia del Mezzogiorno e "contro la Confindustria del Nord". L'iniziativa è stata malvista da Confindustria che ha espulso dall'associazione Montrone nel febbraio del 2009.